# Fusanosuke Natsume
Fusanosuke Natsume (夏目 房之介, Natsume Fusanosuke), né le 18 août 1950, est un mangaka et critique de bandes dessinées japonais. Né à Tokyo, petit-fils du romancier Natsume Sōseki, il fréquente l'université Aoyama Gakuin dont il est diplômé en 1973. Il est actuellement professeur à l'université Gakushûin Graduate school of Humanity Corporeal and Visual Representation, et donne également des cours sur le manga dans d'autres établissements universitaires. 

## Critique de manga
Il est considéré aujourd'hui au Japon comme un des critiques les plus importants de manga.  Il a commencé sa carrière de critique de bande dessinée japonaise en tant que pigiste. Comme il est dessinateur, il a trouvé une nouvelle approche de la critique de manga, en accompagnant ses textes de dessins manga. Jusqu'alors le discours sur le manga ne s'interessait qu'au récit, à la structure du récit ou au côté idéologique de l'œuvre, dérivé de la recherche littéraire, Natsume a apporté une nouvelle manière d'analyser le manga, en recopiant des traits de dessin d'Osamu Tezuka. Son travail peut être assimilé à celui de Scott McCloud, mais Natsume n'a pas l'intention de situer le manga dans l'histoire d'art en général comme le dessinateur américain. Le nom de Natsume en tant que critique de manga devient célèbre avec Tezuka Osamu ha dokoniiru (手塚治虫はどこにいる) (publié en 1992) .

## Autres critiques de la bande dessinée d'expression japonaise
- Eiji Otsuka